# 蘭斯當 (馬里蘭州)
蘭斯當（英語：Lansdowne）是位於美國馬里蘭州巴爾的摩縣的一個普查規定居民點。

## 人口
根據2020年美國人口普查的數據，蘭斯當的面積為6.23平方千米，當中陸地面積為5.90平方千米，而水域面積為0.33平方千米。當地共有人口33655人，而人口密度為每平方千米5,402.09人。